# Noel Rooke

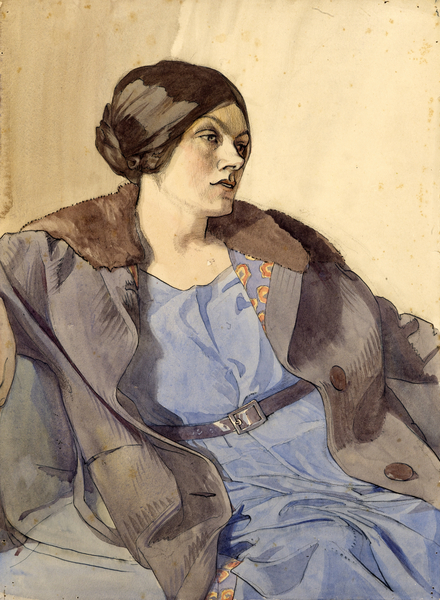
Noel Rooke: Porträt von Celia Fiennes, der Frau des Künstlers

Noel Rooke (* 30. Dezember 1881 in Acton, London; † 5. Oktober 1953 in London) war ein britischer Holzschneider, Illustrator und Kunstlehrer. Seine Ideen und seine Lehrtätigkeit trugen maßgeblich zur Wiederbelebung des Holzschnitts im Großbritannien des 20. Jahrhunderts bei.

## Leben
Noel Rooke wurde 1881 im Londoner Stadtteil Acton geboren. Sein Vater war Thomas Matthews Rooke, Künstler und langjähriger Assistent von Edward Burne-Jones. Rooke erhielt seine Ausbildung am Lycée de Chartres in Frankreich, an der Godolphin School in Hammersmith sowie an der Slade School of Fine Art und der Central School of Arts and Crafts in London. Dort studierte er unter anderem bei Edward Johnston, einem Pionier der modernen Kalligrafie. Ab 1905 unterrichtete Noel Rooke an der Central School und wurde 1914 Leiter der Abteilung für Buchproduktion.
Noel Rooke war 1920 Mitbegründer der Society of Wood Engravers und wurde im selben Jahr zum Mitglied der Royal Society of Painter-Etchers and Engravers ernannt. Seine Lehrtätigkeit beeinflusste eine Generation von Künstlern, darunter Vivien Gribble, Robert Gibbings, Clare Leighton und Monica Poole. Am 31. Dezember 1932 heiratete er eine seiner Schülerinnen, Celia Mary Twisleton-Wykeham-Fiennes, die unter dem Namen Celia Fiennes als Holzschneiderin arbeitete. Noel Rooke starb am 5. Oktober 1953 im West London Hospital.

## Werk

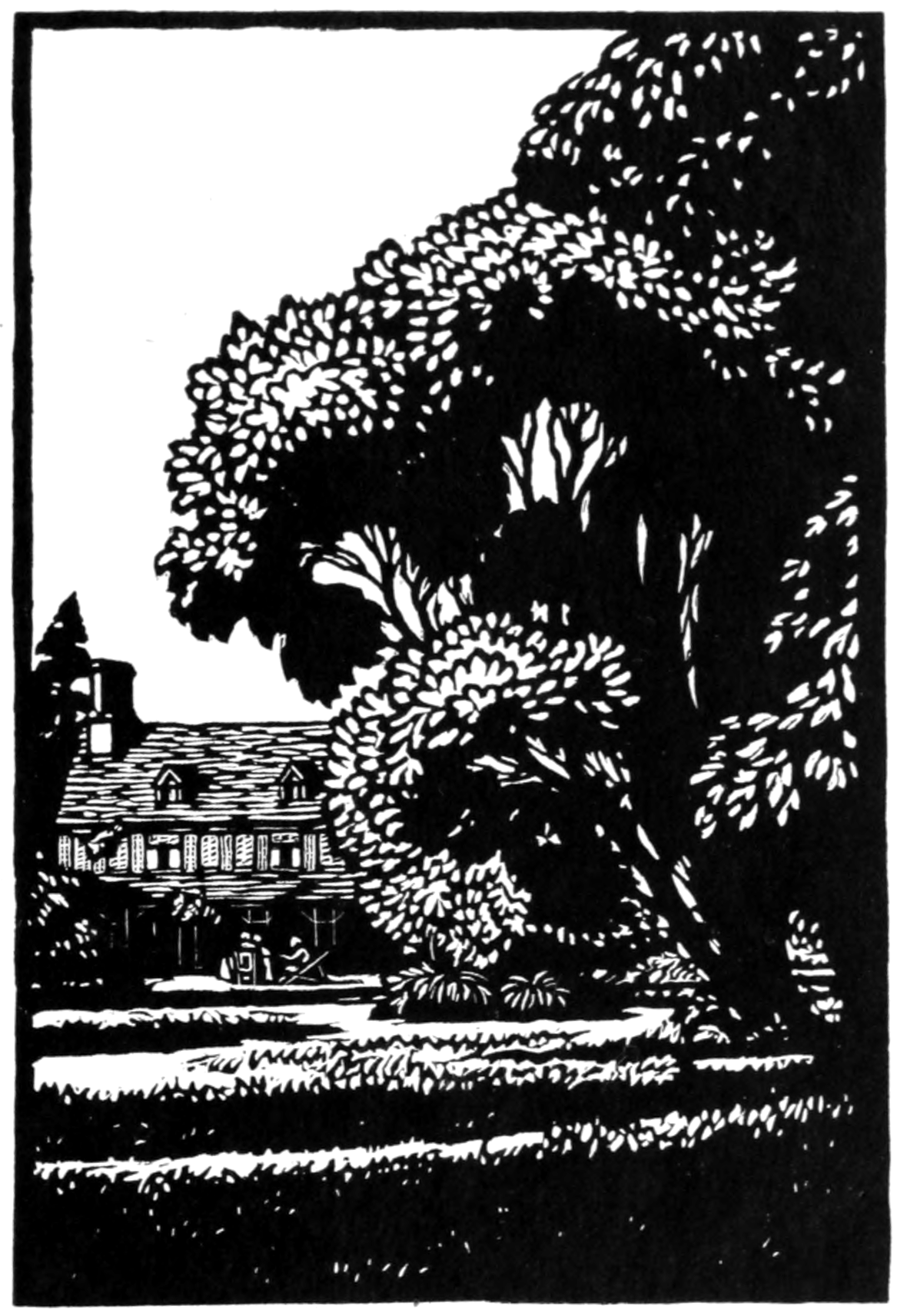
Illustration aus einem Buch mit limitierter Auflage von Holzschnitten „The Old Vicarage, Grantchester“

Noel Rooke vertrat die Ansicht, dass Entwurf und Ausführung eines Holzschnitts in einer Hand liegen sollten. Er lehnte die traditionelle Arbeitsteilung zwischen Zeichner und Stecher ab und betonte die Bedeutung des direkten Ausdrucks durch das Werkzeug. Sein eigenes Werk umfasst Holzschnitte, Zeichnungen, Aquarelle, Einzelblätter, Plakate und Buchillustrationen, oft mit Motiven aus der Bergwelt. Zu seinen bekanntesten Buchillustrationen zählen
- The Old Vicarage, Grantchester von Rupert Brooke (1916)
- The Birth of Christ für die Golden Cockerel Press (1925)
- An Inland Voyage (1908) und Travels with a Donkey in the Cevennes (1909) von Robert Louis Stevenson
- Flowers of Marsh and Stream (1946) aus der King Penguin-Reihe